# NGC 2073
NGC 2073 је елиптична галаксија у сазвежђу Зец која се налази на NGC листи објеката дубоког неба.
Деклинација објекта је - 21° 59' 57" а ректасцензија 5h 45m 53,8s. Привидна величина (магнитуда) објекта NGC 2073 износи 12,4 а фотографска магнитуда 13,4. NGC 2073 је још познат и под ознакама ESO 554-31, MCG -4-14-24, PGC 17772.